# Rafalus feliksi
Rafalus feliksi är en spindelart som beskrevs av Prószynski 1999. Rafalus feliksi ingår i släktet Rafalus och familjen hoppspindlar. Inga underarter finns listade i Catalogue of Life.